# Johannesburg
Johannesburg (AFI: /joˈannezburɡ/; in afrikaans e inglese) o eGoli (in zulu e xhosa), è una città del Sudafrica situata nel nord-est, capoluogo della provincia di Gauteng. È la città più popolosa del Sudafrica e la terza più popolosa dell'Africa subsahariana dopo Lagos (Nigeria) e Kinshasa (Repubblica Democratica del Congo). Viene anche informalmente chiamata Joburg, Jozi e The City of Gold; quest'ultimo dal nome zulu eGoli, che significa "luogo d'oro", può essere riferita all'attività mineraria nella zona o alla ricchezza economica della città.

## Geografia fisica
Johannesburg sorge a circa 1800 m di altitudine in una zona montagnosa al centro del Sudafrica.

## Storia
Fondata nel 1886 in seguito alla scoperta dei giacimenti d'oro e diamanti del Rand, conobbe subito un insediamento intensivo di tecnici europei e di emigranti africani. A causa dell'introduzione delle "pass laws" nel 1896, le quali impedivano ai coloni neri di cambiare lavoro, fu reclutata una notevole quantità di manodopera a basso costo. La città, intanto, fu meta di immigrazione di cittadini europei, soprattutto britannici, che godevano dell'appoggio delle compagnie minerarie pur non godendo degli stessi diritti degli afrikaaner. Le tensioni sociali furono una delle cause della guerra anglo-boera.1

## Monumenti e luoghi d'interesse
- Edificio Cuthberts
- Edificio Markham
- Edificio Ansteys
- Standard Bank Centre

## Società

### Evoluzione demografica
Jo'burg è una delle maggiori città di recente fondazione nel mondo, nonché una delle più grandi tra quelle non aventi sbocco sul mare né attraversate da un fiume. In base al censimento del 2001, Johannesburg è popolata da oltre 3 milioni di sudafricani (8 milioni circa includendo le periferie).

### Istituzioni, enti e associazioni
Johannesburg è la sede della Corte Costituzionale del Sudafrica.

## La città
Tra i quartieri più noti di Johannesburg vi è Houghton, dove Nelson Mandela risiedette. All'esterno di Jo'burg sorge la township di Soweto, fondata appositamente per ospitare i sudafricani neri (il suo nome deriva da South West Township) e divenuta successivamente simbolo del movimento anti-apartheid.
Johannesburg è anche tristemente famosa per essere tra le città con più alto tasso di criminalità al mondo.

## Economia
È considerata il principale polo economico, finanziario e bancario del paese e dell'intero continente africano, con la Borsa di Johannesburg che è la più grande borsa dell'Africa e una delle venti più grandi del mondo, con le sue industrie diamantifere, manifatturiere, nonché diverse compagnie di scavi, soprattutto di oro, sebbene le miniere non siano ormai più situate entro i confini cittadini.

## Infrastrutture e trasporti
Johannesburg è una città giovane, è in forte crescita ed è più orientata verso il trasporto privato che verso il trasporto pubblico. Un numero significativo di cittadini dipende, per la mobilità, solo dal precario servizio dei minibus-taxi.

### Aeroporti

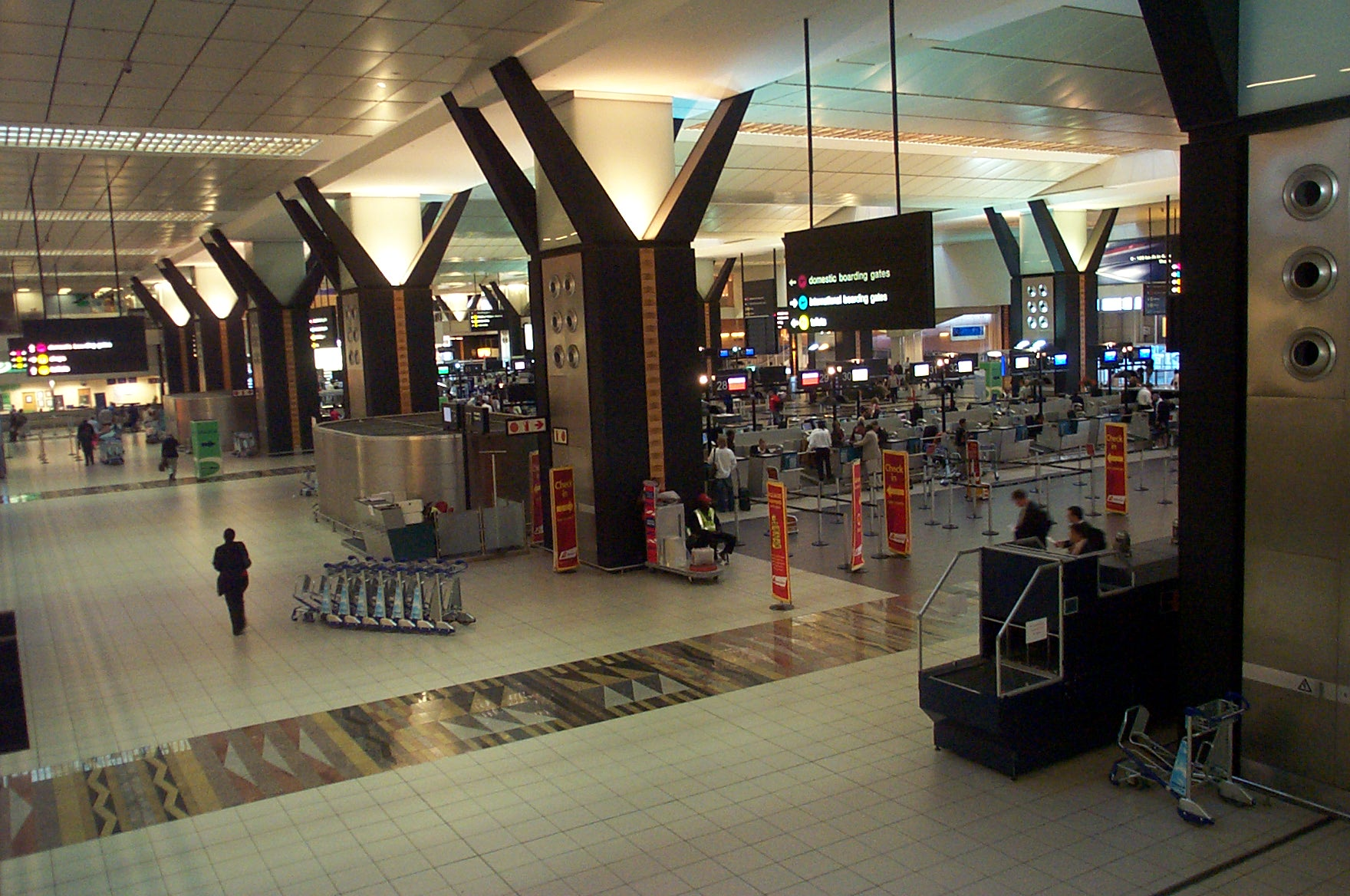
L'aeroporto internazionale di OR Tambo - Terminale B

Johannesburg è servita dall'Aeroporto di Johannesburg (OR Tambo International Airport) per i voli sia nazionali sia internazionali. Lo scalo è hub della compagnia di bandiera sudafricana South African Airways. Gli altri aeroporti della città sono il Rand Airport, il Grand Central Airport e l'Aeroporto Internazionale Lanseria. Il Rand Airport si trova a Germiston, è un piccolo campo di volo usato principalmente per velivoli privati ed è la sede del primo Boeing 747 della South African Airways, il Lebombo, che è adesso usato come un museo dell'aviazione. Il Grand Central è situato a Midrand e provvede anche questo a piccoli velivoli privati. L'aeroporto Lanseria è usato per voli commerciali verso Città del Capo, Durban, Port Elizabeth, il Botswana e Sun City.

### Autostrade senza pedaggio

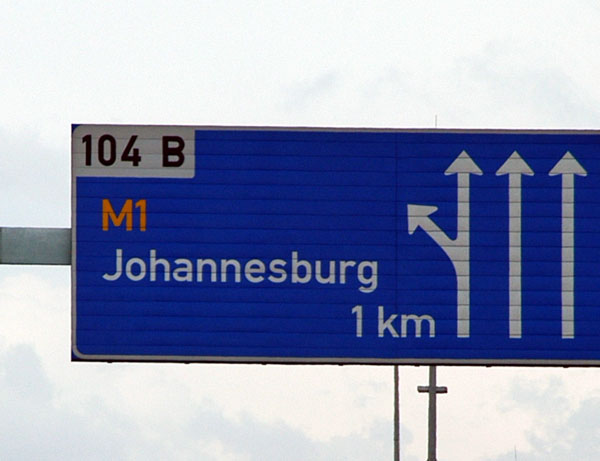
Un cartello sulla N3 che segnala l'uscita per Johannesburg. La M1 è una delle autostrade più trafficate di Johannesburg.

Il fatto che Johannesburg non si trovi vicino a un canale navigabile, un fiume o un mare, comporta un grande uso dei trasporti su gomma per il trasporto delle merci e delle persone fuori e dentro dalla città. La Johannesburg Ring Road è composta da tre autostrade senza pedaggio, le quali convergono attorno alla città formando un cerchio attorno a essa. Queste autostrade sono: la N3 Eastern Bypass che collega Johannesburg a Durban; la N1 Western Bypass che collega Johannesburg a Pretoria e a Città del Capo; e la N12 Southern Bypass che collega Johannesburg con Witbank, Klerksdorp e Kimberley. La N3 fu costruita esclusivamente usando asfalto mentre le sezioni di N12 e di N1 furono costruite in cemento, da qui il nomignolo dato al Bypass Occidentale di N1 di "L'autostrada di cemento". Anche se in alcuni punti la Johannesburg Ring Road è larga fino a 12 corsie (6 corsie per ogni direzione), l'autostrada è spesso congestionata dal traffico. Lo svincolo di Gillooly, costruito su una vecchia fattoria, è il punto in cui la N3 Eastern Bypass e la R24 Airport Freeway si incontrano ed è lo svincolo più trafficato dell'emisfero meridionale.
Le autostrade che convergono a Johannesburg sono: la N1, la N3, la N12, la N14, la N17, la R21, la R24 e la R59. Le autostrade senza pedaggio M1 ed M2 furono costruite per dirigere il traffico verso il centro della città, ma al giorno d'oggi sono sempre congestionate vista la forte urbanizzazione della città.

### Taxi

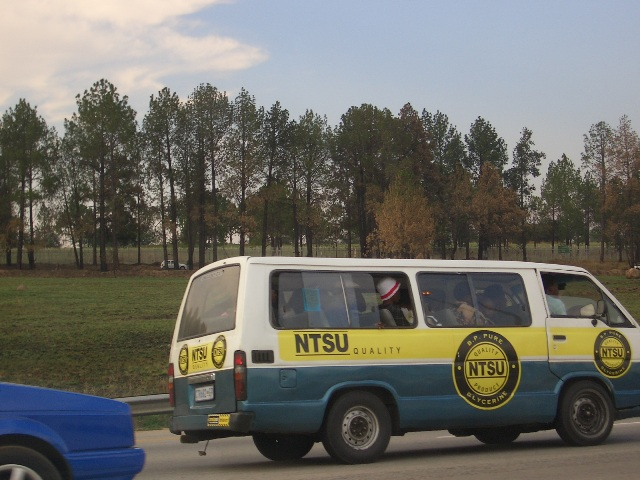
Un "minibus-taxi"

Johannesburg possiede due tipi di taxi: quello normale e quello collettivo. A Johannesburg il taxi non ha il permesso di girare per cercare persone che hanno bisogno di passaggi. Deve essere chiamato per telefono e ordinato verso una destinazione. Il taxi collettivo, o minibus-taxi, è di fatto il trasporto standard di massa della città di Johannesburg. Fin dagli anni ottanta l'industria dei minibus è stata affetta dalle guerre da parte delle diverse compagnie per aggiudicarsi la clientela.

### Trasporto di massa
La metrorail della provincia di Gauteng connette il centro di Johannesburg con Soweto, Pretoria e molte città satelliti lungo la Witwatersrand.
Il trasporto ferroviario serve grandi quantità di lavoratori ogni giorno. Il sistema ferroviario è obsoleto e connette fra di loro solo le città e gli agglomerati urbani più vecchi situati a sud della città. Le zone a nord della città, inclusi i distretti commerciali di Sandton, Midrand, Randburg e Rosebank, fino a oggi ancora non hanno una fermata o una stazione della metrorail che li connetta con Johannesburg.

#### Treni
Come parte del progetto Blue IQ del governo della provincia di Gauteng, si sta provvedendo alla costruzione di una linea ferroviaria, la Gautrain, che connetta velocemente la città di Johannesburg con Pretoria, Sandton e l'Aeroporto di Johannesburg. La costruzione della ferrovia è iniziata nell'ottobre del 2006 e sarà completata per il 2011. Sarà composta da un certo numero di fermate sotterranee così come da altre a cielo aperto. Alcune delle fermate della linea che porta a nord della città sono: la Johannesburg Park Station, la Rosebank, la Sandton, la Midrand e la fermata di Pretoria.
La linea est-ovest che porta dall'aeroporto fino a Sandton è stata inaugurata nel giugno del 2010, in tempo per il mondiale di calcio.
Il sistema ferroviario è stato pianificato per alleviare il traffico dell'autostrada senza pedaggio N1 tra Johannesburg e Pretoria, la quale registra un carico di 300 000 automobili al giorno.. Sarà usata un'estesa rete di autobus e corriere per portare passeggeri alle stazioni principali dei treni dagli agglomerati urbani fuori città. Questo è il primo nuovo sistema ferroviario a essere costruito in Sudafrica fin dal 1977.

#### Autobus
Johannesburg è servita da una flotta di autobus gestita dalla Metrobus, un'unità corporata alla Municipalità di Johannesburg. La flotta consiste in 550 autobus, a uno o a due piani, i quali effettuano il servizio divisi in 84 linee che percorrono la città in lungo e in largo. Questi 550 autobus ne includono 200 moderni (150 dei quali a due piani e altri 50 a un piano solo), costruiti dalla Volvo e dalla Marcopolo/Brasa nel 2002. La flotta Metrobus trasporta circa 20 milioni di passeggeri all'anno. In aggiunta a questo ci sono diverse compagnie private per il trasporto in autobus, che comunque operano solo nelle linee tra città e città o nel turismo di gruppo. La stazione Metrobus principale della città è situata nella Gandhi Square dove ci si può informare nell'apposito ufficio informazioni. Un'altra flotta di autobus, che serve linee dentro e attorno alla città, è gestita dalla PUTCO.

## Cultura
La città è sede della University of Johannesburg, della University of Witwatersrand e della Midrand University, nonché ospite di un campus della Monash University.

### Musei
- Casa museo Satyagraha

## Amministrazione

### Gemellaggi
Johannesburg è gemellata con:
- Birmingham
- Città del Capo
- Durban
- Lehrte
- New York
- Pechino
- Pretoria
- Verona[4]

## Sport
A Johannesburg si pratica ogni tipo di sport, lo sport più popolare è il rugby e vede nei Lions (fino al 2006 conosciuti come Cats) la franchigia che rappresenta la città e le province limitrofe nel Super Rugby mentre in Currie Cup partecipano i Golden Lions. Entrambe le formazioni giocano all'Ellis Park che saltuariamente ospita anche partite di calcio.
Altro sport popolare è il calcio che vede Kaizer Chiefs e Orlando Pirates le squadre più titolate della Premier Division assommando complessivamente 21 titoli nazionali. Le due compagini hanno sede a Soweto (Kaiser Chiefs giocano al Soccer City Stadium e gli Orlando Pirates giocano all'Orlando Stadium) e danno vita al relativo derby molto sentito. Altri club sono il Jomo Cosmos e il Moroka Swallows.
Nel cricket è presente la franchigia Imperial Lions che gioca le proprie partite casalinghe al Wanderers Stadium. Lo stadio ha ospitato la Coppa del Mondo di cricket 2003 e la Coppa del Mondo T20 maschile di cricket 2007.

### Eventi sportivi
Johannesburg ha ospitato il campionato mondiale di rugby nel 1995 e proprio lo stadio di Ellis Park fu teatro della finale tra Springboks e All Blacks vinta dai padroni di casa. Gli stadi cittadini ospitano regolarmente le partite della nazionale di rugby impegnata nel The Rugby Championship.
La città ha ospitato le partite del Mondiali di Calcio del Sudafrica del 2010. Le partite hanno avuto luogo soprattutto in due stadi: il Soccer City Stadium (che ha ospitato la gara inaugurale e la finale), con una capacità di 94 700 spettatori, e l'Ellis Park Stadium, che ha una capacità di 61 000 spettatori. Inoltre quest'ultimo è stato scelto dalla FIFA per ospitare alcune partite della FIFA Confederations Cup 2009, tra cui la gara inaugurale e la finale.
Nel 2013 si è svolta la Coppa delle nazioni africane 2013. Fu ancora il Soccer City lo stadio designato, che ha ospitato anche la finalissima, vinta dalla Nigeria sul Burkina Faso.